# Bisdom Tacna y Moquegua
Het bisdom Tacna y Moquegua (Latijn: Dioecesis Tacnensis et Moqueguensis) is een rooms-katholiek bisdom met als zetels Tacna en Moquegua, in Peru. Het bisdom is suffragaan aan het aartsbisdom Arequipa. 

## Geschiedenis
Het bisdom werd opgericht op 18 december 1944, als het bisdom Tacna, uit delen van het aartsbisdom Arequipa. Op 11 juli 1992 veranderde het van naam naar bisdom Tacna y Moquegua. 

## Parochies
Het bisdom had in 2020 een oppervlakte van 32.810 km2 en telde 546.094 inwoners waarvan 88,8% rooms-katholiek was.

## Bisschoppen
- Carlos Alberto Arce Masías (6 juli 1945 - 17 december 1956)
- Alfonso Zaplana Bellizza (17 december 1957 - 28 april 1973)
- Oscar Rolando Cantuarias Pastor (5 oktober 1973 - 9 september 1981)
- Oscar Julio Alzamora Revoredo (16 december 1982 - 13 februari 1991)
- José Hugo Garaycoa Hawkins (6 juni 1991 - 1 september 2006)
  - José Eduardo Velásquez Tarazona (coadjutor: 1 juli 2000 - 4 februari 2004)
- Marco Antonio Cortez Lara (1 september 2006 - heden; coadjutor sinds 18 maart 2005)
  - Juan Carlos Asqui Pilco (hulpbisschop: 26 maart 2022 - heden)

## Galerij van afbeeldingen

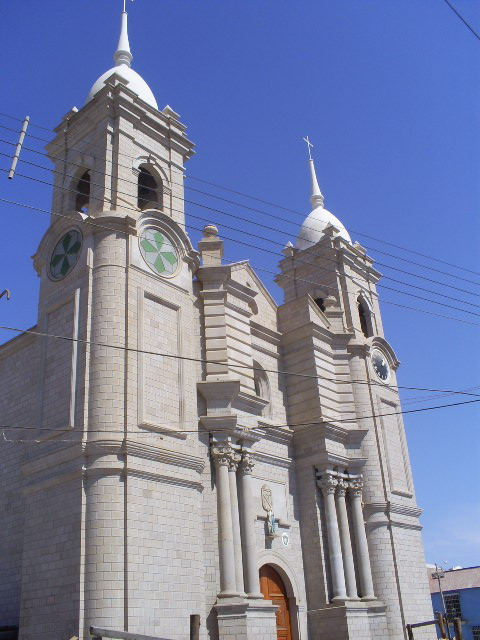
Cokathedraal van Moquegua

Arequipa (aartsbisdom) · Ayaviri (territoriale prelatuur) · Chuquibamba (territoriale prelatuur) · Juli (territoriale prelatuur) · Puno · Santiago Apóstol de Huancané (territoriale prelatuur) · Tacna y Moquegua